# Eonympha
Eonympha is een geslacht van vlinders van de familie sikkelmotten (Oecophoridae), uit de onderfamilie Oecophorinae.

## Soorten
- E. erythrozona Meyrick, 1906
- E. retrolapsa Meyrick, 1935